# Harvey Glance
Harvey Glance, född 28 mars 1957 i Phenix City, Alabama, död 12 juni 2023 i Mesa, Arizona, var en amerikansk friidrottare inom kortdistanslöpning.
Han tog OS-guld på 100 meters-stafetten vid friidrottstävlingarna 1976 i Montréal.